# Eitelsried
Eitelsried ist ein Gemeindeteil von Mammendorf im oberbayerischen Landkreis Fürstenfeldbruck.

## Lage
Die Einöde liegt circa zwei Kilometer südlich von Mammendorf.

## Baudenkmäler
Siehe auch: Liste der Baudenkmäler in Eitelsried
- Kapelle